# Anquilosi
 Anquilosi  (del grec αγκυλος, soldadura o lligam) és la disminució de moviment o falta de mobilitat d'una articulació a causa de fusió total o parcial dels components de l'articulació. En odontologia, l'anquilosi és la fixació esporàdica d'una dent a l'os alveolar

## Causes
L'anquilosi pot ser causada per problemes congènits, per traumatismes o malalties com l'osteomielitis i poden ser d'etiologia òssia o fibrosa. També pot ser produïda quirúrgicament per immobilitzar certes articulacions, tant en humans com animals. Certes inflamacions poden també immobilitzar una articulació, com l'espondilitis anquilopoiètica i, més comunament, l'artritis reumatoide. Ocasionalment les infeccions de l'articulació poden ser anquilosants, com la tuberculosi.
En general la pèrdua de mobilitat articular és progressiva i quan és completa, el dolor articular tendeix a desaparèixer.

## Classificació
L'anquilosi pot, potencialment, ocórrer en qualsevol articulació amb capacitat de moviment. Pot ser:
- Tipus ossi, quan l'anquilosi s'origina en la fusió dels components osteocartilaginosos de l'articulació;
- Tipus fibrosi, quan és causada per retracció de les parts toves articulars o periarticulars.

Si la rigidesa prové de la inflamació de les estructures musculars o dels tendons a l'exterior immediat de l'articulació, es coneix com a  anquilosi falsa .